# Amcorp Mall
Amcorp Mall (abbreviazione di Arab-Malaysian Corporation Mall) è un centro commerciale inaugurato nel 1998 e si trova a Petaling Jaya, Selangor, Malaysia. La stazione Taman Jaya LRT operata da Rapid KL è situata di fronte al centro commerciale. Inoltre, nelle vicinanze si trovano l'Hilton Hotel, l'Hotel Armada e l'outlet fast food A&W. Il centro commerciale ospita anche la sede di una banca locale, Amcorp Berhad.
Amcorp Mall è un centro piuttosto tranquillo nei giorni feriali ma molto affollato durante il fine settimana, in particolare grazie anche al mercatino delle pulci gestito dalla società proprietaria, che si tiene ogni fine settimana, e una piccola parte dello spazio destinato alle aste organizzate di volta in volta. L'area comprende cinque piani ove sono locati negozi e ristoranti, due piani seminterrati (livelli B1 e B2) con parcheggio a pagamento di RM 2 per le prime quattro ore e RM 1 per ogni ora successiva. Ci sono anche cinque piani per il parcheggio all'ultimo piano. Inoltre, c'è un ampio parcheggio esterno di fronte al centro commerciale con un costo di RM 2 per la prima ora e RM1 per ogni ora successiva.
Adiacente a questo centro commerciale c'è un edificio costituito da due torri di uffici denominati "Menara Amcorp" e "Menara PJ", ognuna delle quali ha 18 piani. Inoltre nei due edifici, sono ospitati anche appartamenti e servizi commerciali che sono stati completati e resi agibili nel 2005.